# 宮崎県道237号北方高千穂線

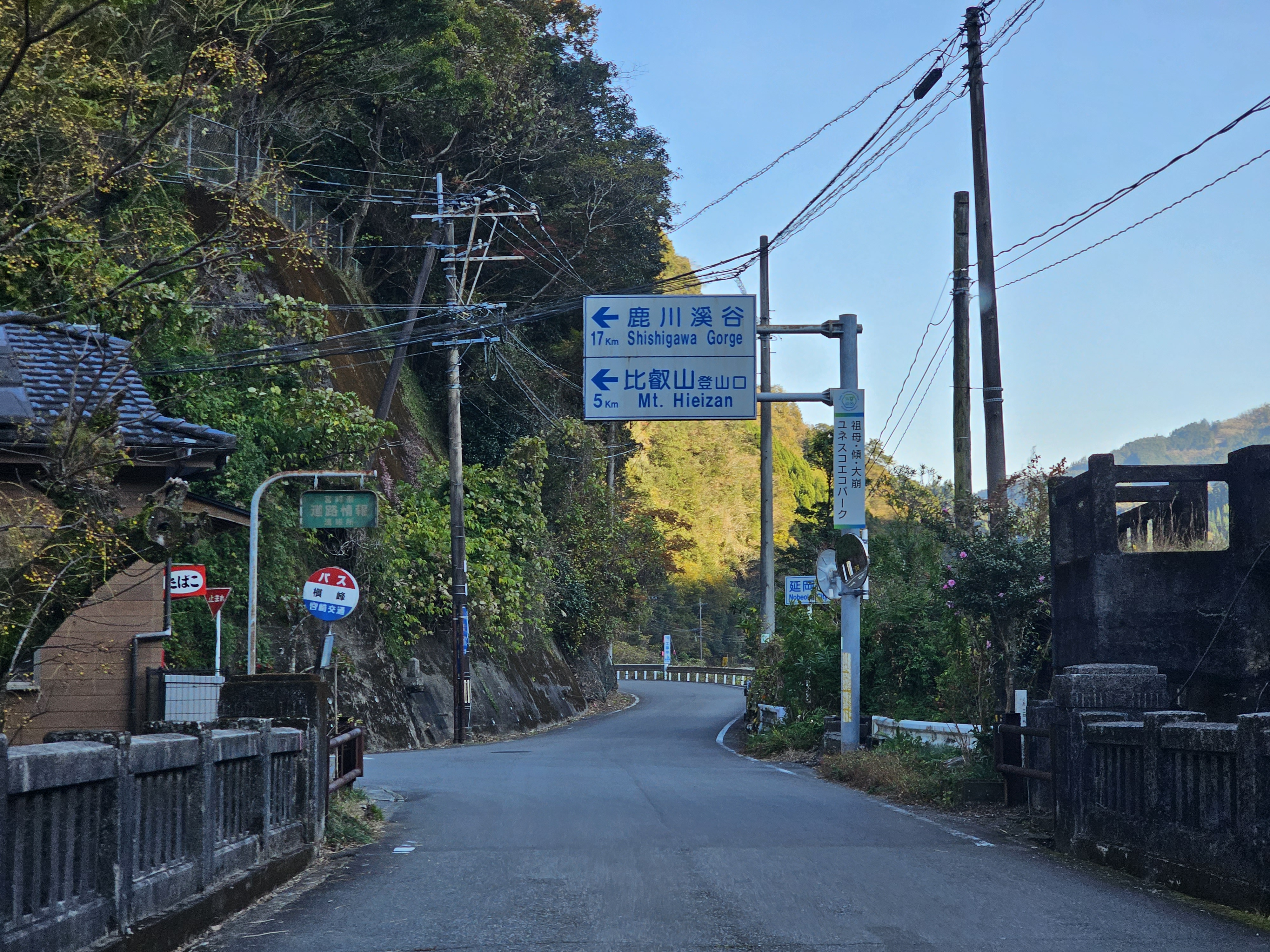
日之影町・延岡市境（2023年）

宮崎県道237号北方高千穂線（みやざきけんどう237ごう きたかたたかちほせん）は、宮崎県延岡市から西臼杵郡高千穂町に至る一般県道である。

## 概要
元は国道218号であったが、1971年度（昭和46年度）から1994年度（平成6年度）にかけて日之影バイパスが整備されたため、旧道となった区間が順次県道となった。

### 路線データ
- 起点：延岡市北方町蔵田（国道218号交点）
- 終点：西臼杵郡高千穂町大字三田井（駅通り交差点、国道218号交点）

## 歴史
- 1975年（昭和50年）
  - 2月4日 - 国道218号日之影バイパスの最初の区間が開通。
  - 7月8日 - 宮崎県告示第957号により路線認定される[1]。
- 1995年（平成7年）
  - 3月22日 - 日之影バイパスが全線開通。
  - 3月31日 - 宮崎県道206号高千穂停車場線が、宮崎県告示第432号により路線廃止となり、当路線に統合される[2]。
- 2000年代初頭 -トンネルの老朽化、道路災害のため日之影町高松橋 - 椎谷第2隧道が通行止めとなる。

## 路線状況

### 重複区間
- 国道218号（西臼杵郡日之影町大字七折）

### 道路施設

#### トンネル
起点から
- 吾味隧道：延長46 m、西臼杵郡日之影町
- 深角隧道：延長13 m、1926年竣工、西臼杵郡日之影町
- 椎谷隧道：延長357 m、1956年（昭和31年）竣工、西臼杵郡日之影町
- 椎谷第2隧道：延長34 m、西臼杵郡日之影町
- 椎谷第3隧道：延長28 m、1929年（昭和4年）竣工、西臼杵郡日之影町
- 鹿狩戸隧道：延長25 m、1931年（昭和6年）竣工、西臼杵郡高千穂町

## 地理

### 通過する自治体
- 延岡市
- 西臼杵郡日之影町
- 西臼杵郡高千穂町

### 交差する道路
| 交差する道路                            | 市町村名 | 市町村名 | 交差する場所 | 交差する場所        |
| --------------------------------------- | -------- | -------- | ------------ | ------------------- |
| 国道218号                               | 延岡市   | 延岡市   | 北方町蔵田   | 起点                |
| 宮崎県道214号上祝子綱の瀬線             | 延岡市   | 延岡市   | 北方町日平   |                     |
| 宮崎県道210号宇納間日之影線             | 西臼杵郡 | 日之影町 | 大字七折     |                     |
| 宮崎県道・大分県道6号日之影宇目線       | 西臼杵郡 | 日之影町 | 大字七折     |                     |
| 宮崎県道205号向山日之影線               | 西臼杵郡 | 日之影町 | 大字七折     |                     |
| 国道218号 重複区間起点                  | 西臼杵郡 | 日之影町 | 大字七折     |                     |
| E77 九州中央自動車道 / 高千穂日之影道路 | 西臼杵郡 | 日之影町 | 大字七折     | 日之影深角IC        |
| 国道218号 重複区間終点                  | 西臼杵郡 | 日之影町 | 大字七折     |                     |
| 宮崎県道204号下野鹿狩戸線               | 西臼杵郡 | 高千穂町 | 大字岩戸     |                     |
| 国道218号                               | 西臼杵郡 | 高千穂町 | 大字三田井   | 駅通り交差点 / 終点 |

### 沿線
- 旧高千穂鉄道高千穂線 - 五ヶ瀬川沿いの区間において、同じような経路をたどる。
- 旧綱ノ瀬橋梁 - （旧高千穂鉄道橋梁・国の重要文化財）※本線と並走し綱の瀬川をまたぐ
- 八戸観音滝
- 星山ダム（旭化成ケミカルズ）
- 旧第三五ヶ瀬川橋梁 - （旧高千穂鉄道橋梁・国の重要文化財）※本線上に架かる
- 日之影町立高巣野小学校
- 高千穂町役場
- 高千穂あまてらす鉄道 高千穂駅（旧高千穂鉄道 高千穂駅）